# Santiago Diego-Madrazo
Santiago Diego-Madrazo Arroyo (Salamanca, 16 de junio de 1816-Salamanca, 11 de marzo de 1890) fue un político español.

## Biografía
Hijo de Antonio Diego-Madrazo Gutiérrez y de Ángela Arroyo Zorrilla.
Fue catedrático de Economía en la Universidad de Salamanca y, en 1862, se trasladó a Madrid para enseñar economía en la Universidad Central. Diputado en las Constituyentes de 1869, fue nombrado en 1871 ministro de Fomento en el Gobierno de Manuel Ruiz Zorrilla, durante el reinado de Amadeo I. Ese mismo año se le nombra senador y vicepresidente del Senado. A partir de 1872 se retira de la política. Ya durante la Restauración fue también miembro de la Academia de Ciencias Morales y Políticas.